# 닷선 redi-GO
닷선 redi-GO는 일본의 자동차 제조사인 닛산 자동차의 산하 브랜드인 닷선에서 판매하는 인도 시장용 경형 SUV이다.

## 상세

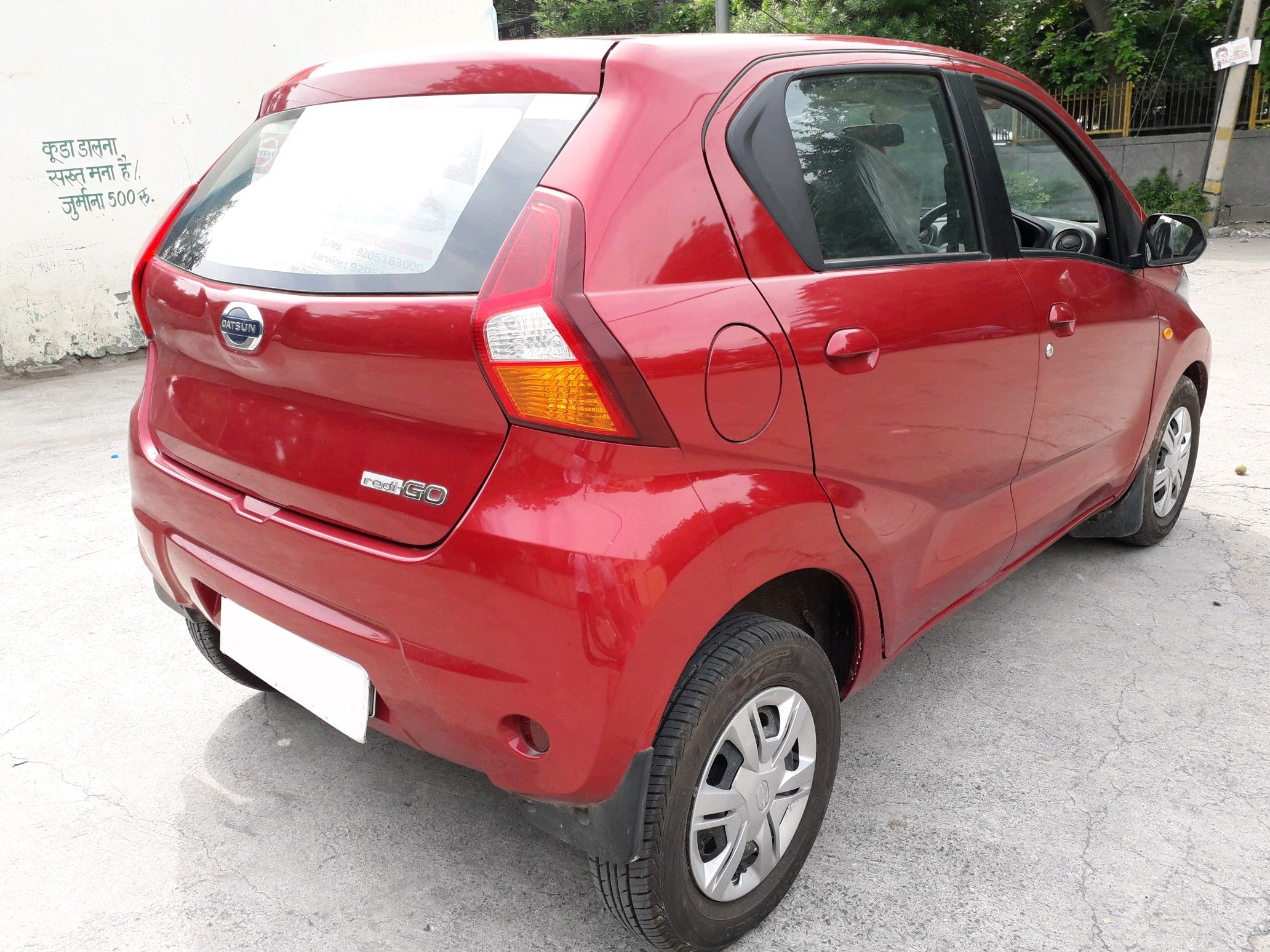
후면부

2014년 컨셉트카가 오토 엑스포에서 공개되었고, 양산형은 2016년 4월 14일에 공개되었다. 르노 크위드와 같이 CMF-A 플랫폼을 탑재하였고, 0.8L 54마력 엔진과 5단 수동변속기를 같이 공유한다. 2020년 6월에는 일부 디자인과 사양을 변경한 페이스리프트 모델이 공개되었다. 인도 외에도 스리랑카에 수출되어 판매되고 있다.
제원
| 구분                 | 0.8L HR08DE 가솔린    | 1.0L HR10DE 가솔린       |
| -------------------- | --------------------- | ------------------------ |
| 전장 (mm)            | 3,435                 | 3,435                    |
| 전폭 (mm)            | 1,575                 | 1,575                    |
| 전고 (mm)            | 1,545                 | 1,545                    |
| 축거 (mm)            | 2,350                 | 2,350                    |
| 승차 정원            | 5명                   | 5명                      |
| 변속기               | 수동 5단              | 수동 5단 자동화 수동 5단 |
| 서스펜션 (전/후)     | 맥퍼슨 스트럿/토션 빔 | 맥퍼슨 스트럿/토션 빔    |
| 브레이크 (전/후)     | 디스크/드럼           | 디스크/드럼              |
| 구동 형식            | 전륜 구동             | 전륜 구동                |
| 연료                 | 가솔린                | 가솔린                   |
| 배기량 (cc)          | 799                   | 999                      |
| 최고 출력 (ps/rpm)   | 54/5,600              | 68/5,550                 |
| 최대 토크 (kg*m/rpm) | 7.3/4,250             | 9.2/4,250                |